# Camaenidae
Camaenidae Pilsbry, 1895 è una famiglia di molluschi gasteropodi polmonati dell'ordine Stylommatophora.

## Distribuzione e habitat
Si tratta di molluschi conchigliati terrestri, reperibili all'altezza dei Tropici di entrambi gli emisferi, con una grande abbondanza di specie in Asia orientale e nell'Australasia.

## Tassonomia
La famiglia comprende quattro sottofamiglie così suddivise:
- Sottofamiglia Bradybaeninae Pilsbry, 1934 (1898)
  - Tribù Aegistini Kuroda & Habe, 1949
    - Aegista Albers, 1850
    - Aegistohadra M. Wu, 2004
    - Coelorus Pilsbry, 1900
    - Dolicheulota Pilsbry, 1901
    - Guamampa Schileyko, 1997
    - Landouria Godwin-Austen, 1918
    - Lepidopisum Kuroda & Habe, 1958
    - Mandarina Pilsbry, 1895
    - Mastigeulota Pilsbry, 1895
    - Miyakoia Minato, 1980
    - Neoaegista Azuma, 1955
    - Neochloritis Minato, 1982
    - Nesiohelix Kuroda & Emura, 1943
    - Nipponochloritis Habe, 1955
    - Pancala Kuroda & Habe, 1949
    - Plecteulota Möllendorff, 1892
    - Plectotropis  Martens, 1860
    - Pseudaspasita Möllendorff, 1901
    - Satsuma A. Adams, 1868
    - Takasagohadra Kuroda, 1941
    - Torobaena  F. Haas, 1935
    - Tricheulota Pilsbry, 1895
    - Trishoplita Jacobi, 1898
    - Yakuchloritis Habe, 1955

  - Tribù Bradybaenini Pilsbry, 1934 (1898)
    - Acusta E. von Martens , 1860
    - Ainohelix Kuroda & Taki, 1933
    - Apatetes Gude, 1914
    - Armandiella Ancey, 1901
    - Bradybaena  Beck, 1837
    - Buliminidius Heude, 1890
    - Cathaica Möllendorff, 1884
    - Chosenelix Pilsbry, 1927
    - Coccoglypta Pilsbry, 1895
    - Ezohelix Kuroda & Emura, 1938
    - Fruticicola Held, 1838
    - Grabauia Yen, 1935
    - Karaftohelix Pilsbry, 1927
    - Kugitangia Schileyko, Pazilov & Abdulazizova, 2017
    - Laeocathaica Möllendorff, 1899
    - Metodontia Möllendorff, 1886
    - Mikiria Godwin-Austen, 1918
    - Neofruticicola Schileyko, Pazilov & Abdulazizova, 2020
    - Neseulota Ehrmann, 1911
    - Paraegista Kuroda & Azuma, 1951
    - Phaeohelix Kuroda & Habe, 1949
    - Ponsadenia Schileyko, 1978
    - Pseudiberus Ancey, 1887
    - Pseudobuliminus Gredler, 1886
    - Rudens Heude, 1890
    - Secusana Gredler, 1894
    - Semibuliminus Möllendorff, 1899
    - Stenogyropsis Möllendorff, 1899
    - Stilpnodiscus Möllendorff, 1899
    - Trichobradybaena  M. Wu & J.-Y. Guo, 2003
    - Trichocathaica Gude, 1919

  - Tribù Euhadrini Habe, Okutani & Nishiwaki, 1994
    - Euhadra Pilsbry, 1890
    - Sinochloritis M. Wu & Z.-Y. Chen, 2019
    - Sinorachis M. Wu & Z.-Y. Chen, 2019
    - Traumatophora Ancey, 1887
- Sottofamiglia Camaeninae Pilsbry, 1895
  - Albersia H. Adams, 1865
  - Amphicoelina Zilch, 1960
  - Amphidromus Albers, 1850
  - Anceyoconcha S. Tumpeesuwan & C. Tumpeesuwan, 2020
  - Beddomea G. Nevill, 1878
  - Bellatrachia Schileyko, 2018
  - Burmochloritis Godwin-Austen, 1920
  - Camaena  Albers, 1850
  - Camaenella Pilsbry, 1893
  - Cryptaegis Clapp, 1923
  - Dentichloritis Páll-Gergely & Neubert, 2019
  - Discoconcha I. Rensch, 1935
  - Discomelon Iredale, 1938
  - Disteustoma Iredale, 1941
  - Dorcasidea Iredale, 1941
  - Entadella Páll-Gergely & Hunyadi, 2016
  - Ganesella W. T. Blanford, 1863
  - Gemitelix Iredale, 1941
  - Globotrochus F. Haas, 1935
  - Kendallena  Iredale, 1941
  - Mecyntera Iredale, 1941
  - Moellendorffia Ancey, 1887
  - Moellendorffiella Pilsbry, 1905
  - Neocepolis Pilsbry, 1891
  - Neotrachia Schileyko, 2018
  - Obba H. Beck, 1837
  - Obbiberus F. Haas, 1935
  - Oreobba Pilsbry, 1894
  - Pseudobba Möllendorff, 1891
  - Pseudopartula L. Pfeiffer, 1856
  - Pseudotrachia Schileyko, 2018
  - Ptychochloritis Möllendorff, 1902
  - Rhytidoconcha I. Rensch, 1933
  - Stegodera E. von Martens, 1876
  - Trachia E. von Martens , 1860
  - Trachychloritis F. Haas, 1934
  - Tradeustoma Iredale, 1941
  - Trichelix Ancey, 1887
  - Trichochloritis Pilsbry, 1891
  - Vulnus Sykes, 1904
- Sottofamiglia Hadrinae Iredale, 1937
  - Adclarkia Stanisic, 1996
  - Aetholitis Stanisic, 2010
  - Amplirhagada Iredale, 1933
  - Ariophantopsis B. Rensch, 1930
  - Arnemelassa Köhler & Bouchet, 2020
  - Arnhemtrachia Köhler & Criscione, 2013
  - Aslintesta Solem, 1992
  - Australocosmica Köhler, 2011
  - Austrocamaena  Stanisic, 2010
  - Austrochloritis Pilsbry, 1891
  - Basedowena  Iredale, 1937
  - Baudinella Thiele, 1931
  - Bentosites Iredale, 1933
  - Billordia Stanisic, 2010
  - Boriogenia Stanisic, 2010
  - Calvigenia Iredale, 1938
  - Calycia H. Adams, 1865
  - Canefriula Iredale, 1941
  - Caperantrum Solem, 1997
  - Cardiotrachia Criscione & Köhler, 2014
  - Carinotrachia Solem, 1985
  - Catellotrachia Iredale, 1933
  - Chloritis H. Beck, 1837
  - Chloritisanax Iredale, 1933
  - Chloritobadistes Iredale, 1933
  - Claudettea Iredale, 1941
  - Coliolus Tapparone Canefri, 1886
  - Contramelon Iredale, 1937
  - Cooperconcha Solem, 1992
  - Crikey Stanisic, 2009
  - Cristigibba Tapparone Canefri, 1883
  - Cristilabrum Solem, 1981
  - Crookshanksia Stanisic, 2010
  - Crystallopsis Ancey, 1887
  - Cupedora Iredale, 1937
  - Cymotropis E. von Martens , 1860
  - Damochlora Iredale, 1938
  - Denhamiana Stanisic, 2013
  - Dirutrachia Iredale, 1937
  - Divellomelon Iredale, 1933
  - Eurytrachia Stanisic, 2010
  - Exiligada Iredale, 1939
  - Falspleuroxia Solem, 1997
  - FiguladraKöhler & Bouchet, 2020
  - Forcartia Clench & R. D. Turner, 1963
  - Forrestena  Stanisic, 2010
  - Galadistes Iredale, 1938
  - Globorhagada Iredale, 1933
  - Gloreugenia Iredale, 1933
  - Glyptorhagada Pilsbry, 1890
  - Gnarosophia Iredale, 1933
  - Granulomelon Iredale, 1933
  - Hadra E. von Martens , 1860
  - Jacksonena  Iredale, 1937
  - Jimbouria Stanisic, 2010
  - Kandoschloritis Shea & Griffiths, 2010
  - Kendrickia Solem, 1985
  - Kimberleydiscus Köhler, 2010
  - Kimberleymelon Köhler, 2010
  - Kimberleytrachia Köhler, 2011
  - Kimboraga Iredale, 1939
  - Kymatobaudinia Criscione & Köhler, 2013
  - Lacustrelix Iredale, 1937
  - Lamprellia Stanisic, 2010
  - Letitia Iredale, 1941
  - Lorelliana Stanisic, 2016
  - Lynfergusonia Stanisic, 2010
  - Marilynessa Stanisic, 2010
  - Megalacron I. Rensch, 1934
  - Meliobba Iredale, 1940
  - Melostrachia Iredale, 1938
  - Meridistes Stanisic, 2010
  - Mesodontrachia Solem, 1985
  - Micromelon Solem, 1992
  - Minacispira Iredale, 1941
  - Molema Köhler, 2011
  - Montanomelon Solem, 1993
  - Monteithosites Stanisic, 1996
  - Moretonistes Stanisic, 2010
  - Mouldingia Solem, 1984
  - Mussonena  Iredale, 1938
  - Nannochlora Criscione & Köhler, 2015
  - Nannochloritis Köhler & Bouchet, 2020
  - Nanotrachia Köhler & Criscione, 2013
  - Neveritis Iredale, 1938
  - Ningbingia Solem, 1981
  - Noctepuna Iredale, 1933
  - Nodulabium Criscione & Köhler, 2013
  - Obsteugenia Iredale, 1933
  - Offachloritis Iredale, 1933
  - Ordtrachia Solem, 1984
  - Ototrachia Criscione & Köhler, 2013
  - Pallidelix Iredale, 1933
  - Papuexul Iredale, 1933
  - Papuina E. von Martens , 1860
  - Papuolus Schileyko, 2003
  - Papustyla Pilsbry, 1893
  - Parachloritis Ehrmann, 1912
  - Parglogenia Iredale, 1938
  - Patrubella Iredale, 1938
  - Perioinsolita Stanisic & Potter, 2010
  - Petraconcha S.A. Clark, 2009
  - Planispira H. Beck, 1837
  - Plectorhagada Iredale, 1933
  - Pleuroxia Ancey, 1887
  - Pommerhelix S.A. Clark, 2009
  - Ponderconcha S.A. Clark, 2009
  - Posorites Iredale, 1933
  - Promonturconchum Solem, 1997
  - Protolinitis Stanisic, 2010
  - Prototrachia Solem, 1984
  - Prymnbriareus Solem, 1981
  - Pseudcupedora Solem, 1992
  - Pseudodistes Stanisic & Potter, 2010
  - Pseudomesodontrachia Criscione & Köhler, 2013
  - Pseudopapuina F. Haas, 1934
  - Quirosena  Iredale, 1941
  - Quistrachia Iredale, 1939
  - Rachita Criscione & Köhler, 2014
  - Ramogenia Iredale, 1938
  - Retroterra Solem, 1985
  - Rhagada Albers, 1860
  - Rhynchotrochus Möllendorff, 1895
  - Sauroconcha Zhang & Shea, 2008
  - Setobaudinia Iredale, 1933
  - Setocallosa Criscione & Köhler, 2015
  - Sinumelon Iredale, 1930
  - Solmogada Iredale, 1941
  - Sphaerospira Mörch, 1867
  - Spurlingia Iredale, 1933
  - Squamagenia Stanisic & Potter, 2010
  - Stanisicia S.A. Clark, 2009
  - Steorra Stanisic, 2010
  - Strepsitaurus Solem, 1997
  - Succochlea Criscione & Köhler, 2014
  - Sulcobasis Tapparone Canefri, 1883
  - Tatemelon Solem, 1993
  - Temporena  Iredale, 1933
  - Thersites L. Pfeiffer, 1855
  - Tolgachloritis Iredale, 1933
  - Toombatrachia Stanisic, 2010
  - Torresitrachia Iredale, 1939
  - Trachiopsis Pilsbry, 1893
  - Trachygenia Stanisic, 2010
  - Trozena  Iredale, 1938
  - Turgenitubulus Solem, 1981
  - Ventopelita Iredale, 1933
  - Vidumelon Iredale, 1933
  - Vincentrachia Criscione & Köhler, 2013
  - Wahgia Clench & R. D. Turner, 1959
  - Westraltrachia Iredale, 1933
  - Xanthomelon E. von Martens , 1860
  - Xeromelon Criscione & Köhler, 2016
  - Youwanjela Köhler & Shea, 2012
  - Zyghelix Iredale, 1937
- Sottofamiglia  Helicostylinae Ihering, 1909
  - Anixa Pilsbry, 1895
  - Calocochlea Hartmann, 1843
  - Canistrum Mörch, 1852
  - Chloraea Albers, 1850
  - Chrysallis Albers, 1850
  - Cochlodryas Martens , 1860
  - Cochlostyla Férussac, 1821
  - Dolichostyla Pilsbry, 1896
  - Dryocochlias Möllendorff, 1898
  - Helicobulinus Broderip, 1841
  - Helicostyla Férussac, 1821
  - Hypselostyla L. Pfeiffer, 1868
  - Leytia Pilsbry, 1891
  - Mesanella Clench & Turner, 1952
  - Orustia Mörch, 1852
  - Pachya Albers, 1850
  - Pachysphaera Pilsbry, 1892
  - Pfeifferia Gray, 1853
  - Phengus Albers, 1850
  - Phoenicobius Mörch, 1852
  - Pyrochilus Pilsbry, 1893
  - Rhymbocochlias Möllendorff, 1895
  - Trachystyla Pilsbry, 1892
- Sottofamiglia incertae sedis
  - Kenyirus Clements & Tan, 2012
  - Ogeramua Christensen, 2017
  - Philbouchetia Thach, 2020